# 米德爾福克鎮區 (伊利諾伊州弗米利恩縣)
米德爾福克鎮區（英語：Middlefork Township）是位於美國伊利諾伊州弗米利恩縣的一個行政鎮區。

## 地方資料
根據2010年美國人口普查的數據，米德爾福克鎮區的面積為165.00平方千米，當中陸地面積為165.00平方千米，而水域面積為0.00平方千米。當地共有人口1389人，而人口密度為每平方千米8.42人。